# Myonycteris brachycephala
Myonycteris brachycephala é uma espécie de morcego da família Pteropodidae. Pode ser encontrada em São Tomé e Príncipe.
Foi nomeada pelo naturalista português José Vicente Barbosa du Bocage.